# Saint-Ouen-sur-Gartempe
Saint-Ouen-sur-Gartempe település Franciaországban, Haute-Vienne megyében. Lakosainak száma 214 fő (2022. január 1.). Saint-Ouen-sur-Gartempe Peyrat-de-Bellac, Blanzac, La Croix-sur-Gartempe, Le Dorat, Droux, Magnac-Laval és Saint-Sornin-la-Marche községekkel határos.

## Népesség
A település népessége az elmúlt években az alábbi módon változott:
| Lakosok száma | 222  | 220  | 214  | 215  | 216  | 217  | 215  | 214  |
|               | 2013 | 2015 | 2017 | 2018 | 2019 | 2020 | 2021 | 2022 |